# London County Council
Der London County Council (LCC) war die Verwaltung des 1889 geschaffenen County of London. Er war auch die erste Behörde für den gesamten Londoner Ballungsraum, die direkt gewählt wurde. Der LCC war für jene Stadtteile Londons zuständig, die heute allgemein als Inner London bezeichnet werden und wurde 1965 durch den Greater London Council (GLC) abgelöst.

## Geschichte

Wappen des London County Council

Die Gründung des LCC erfolgte am 21. März 1889 als Teil einer Verwaltungsreform und war die Folge einer Reihe von Skandalen bei der Vorgängerbehörde Metropolitan Board of Works (MBW). Der MBW bestand lediglich aus ernannten Vertretern und war ein übergeordneter Zweckverband der ansonsten völlig eigenständigen Gemeinden. Die Mitglieder waren oft Interessenvertreter großer Baufirmen, und die Entscheidungsfindung war für Außenstehende undurchsichtig, was ideale Bedingungen für Korruption schuf. Die damalige konservative Regierung hätte es lieber gesehen, wenn es keine zentrale Behörde für ganz London gegeben hätte. Doch der Koalitionsvertrag mit den Liberalen Unionisten ließ ihr keine andere Wahl. Zehn Jahre später wurden 28 Stadtbezirke mit dem Status von metropolitan boroughs als untere Ebene der zweistufigen Verwaltung geschaffen; diese lösten die zahlreichen seit Jahrhunderten bestehenden Zivil- und Kirchgemeinden ab.
Der LCC übernahm die Aufgaben des MBW, erhielt aber auch Verfügungsgewalt über zusätzliche Aufgabengebiete wie Bildung, Stadtplanung und sozialer Wohnungsbau. Ab 1899 übernahm der LCC schrittweise die privaten Straßenbahngesellschaften und elektrifizierte deren Strecken. Als die LCC Tramways im Jahr 1933 ihrerseits vom London Passenger Transport Board übernommen wurden, waren sie der größte Straßenbahnbetrieb im Vereinigten Königreich, mit einem Streckennetz von 269 Kilometern Länge und mit über 1700 Triebwagen.
Anfänglich bestand die Hoffnung, dass die Wahlen des LCC nicht von Parteipolitik bestimmt würden, doch es bildeten sich zwei große politische Gruppierungen heraus. Die Mehrheit hatte ab 1889 die rein lokale Progressive Party inne, die auf nationaler Ebene inoffiziell mit der Liberal Party verbunden war. Um die Conservative Party scharten sich Politiker, die sich als „moderate Gruppe“ bezeichneten. Im Jahr 1906 nahmen die Moderaten die Bezeichnung „Municipal Reform“ an. Der LCC wurde alle drei Jahre neu vom Volk gewählt. Die Progressiven hielten die Mehrheit bis 1907, als sie die Macht an die Reformer verloren. Diese kontrollierten den LCC bis 1934 und wurden dann von der Labour Party abgelöst.
Zu Beginn nutzte der LCC das Gebäude des MBW in den Spring Gardens in der Nähe des Trafalgar Square. 1906 wurde der Beschluss gefasst, drei Grundstücke an der Ostseite der Westminster Bridge zu erwerben, um die ganze Verwaltung in einem einzigen Gebäude konzentrieren zu können. Die von Ralph Knott entworfene County Hall entstand etappenweise von 1909 bis 1933.

## Vorsitzende
Die County of London besaß keinen Bürgermeister im eigentlichen Sinne. Doch mit der Zeit übernahmen die Vorsitzenden des LCC immer mehr Aufgaben und ihr Amt hatte de facto Ähnlichkeiten dem eines Bürgermeisters. Der Ratsvorsitzende war identisch mit dem Vorsitzenden der Mehrheitspartei:
- Thomas Farrer (21. März 1889 – 27. März 1890)
- James Stuart (27. März 1890 – 9. März 1892)
- Charles Harrison (9. März 1892 – 10. März 1898)
- Thomas McKinnon Wood (10. März 1898 – 8. März 1907)
- Richard Robinson (8. März 1907 – 11. März 1908)
- William Peel (11. März 1908 – 8. März 1910)
- William Hayes Fisher (8. März 1910 – 19. Dezember 1911)
- Cyril Jackson (19. Dezember 1911 – 16. März 1915)
- Ronald Collett Norman (16. März 1915 – 1. März 1918)
- George Hopwood Hume (1. März 1918 – 11. März 1925)
- William Ray (11. März 1925 – 9. März 1934)
- Herbert Stanley Morrison (9. März 1934 – 27. Mai 1940)
- Charles Latham (27. Mai 1940 – 29. Juli 1947)
- Isaac Hayward (29. Juli 1947 – 31. März 1965)